# Consiglio di garanzia
Il Consiglio di garanzia del Senato della Repubblica è un organo previsto dall'art. 75 del testo unico delle norme regolamentari dell'Amministrazione riguardanti il personale del Senato della Repubblica. 

## Funzioni
Il compito svolto è quello di decidere in autodichia sui ricorsi presentati contro le sentenze emesse dalla Commissione contenziosa. 

## Composizione
Fanno parte del Consiglio di garanzia cinque senatori nominati, all'avvio della legislatura, dal presidente del Senato dopo una consultazione con il Consiglio di presidenza. A comporre il Consiglio di garanzia sono senatori esperti in materie giuridiche, amministrative e del lavoro. I membri del Consiglio di garanzia devono essere magistrati, anche a riposo, delle magistrature ordinaria e amministrative, professori ordinari o associati d'università in materie giuridiche, anche a riposo, avvocato dello Stato anche a riposo o avvocati del libero foro.
Tra i componenti della Commissione contenziosa vengono eletti, scelti tra gli stessi membri, il presidente ed il vice presidente del Consiglio di garanzia, che rimangono in carica per tutta la legislatura. L'incarico di membro del Consiglio di garanzia è incompatibile con quello di membro del Consiglio di presidenza, della Commissione contenziosa e del Consiglio di disciplina.